# 加蘭護廣場

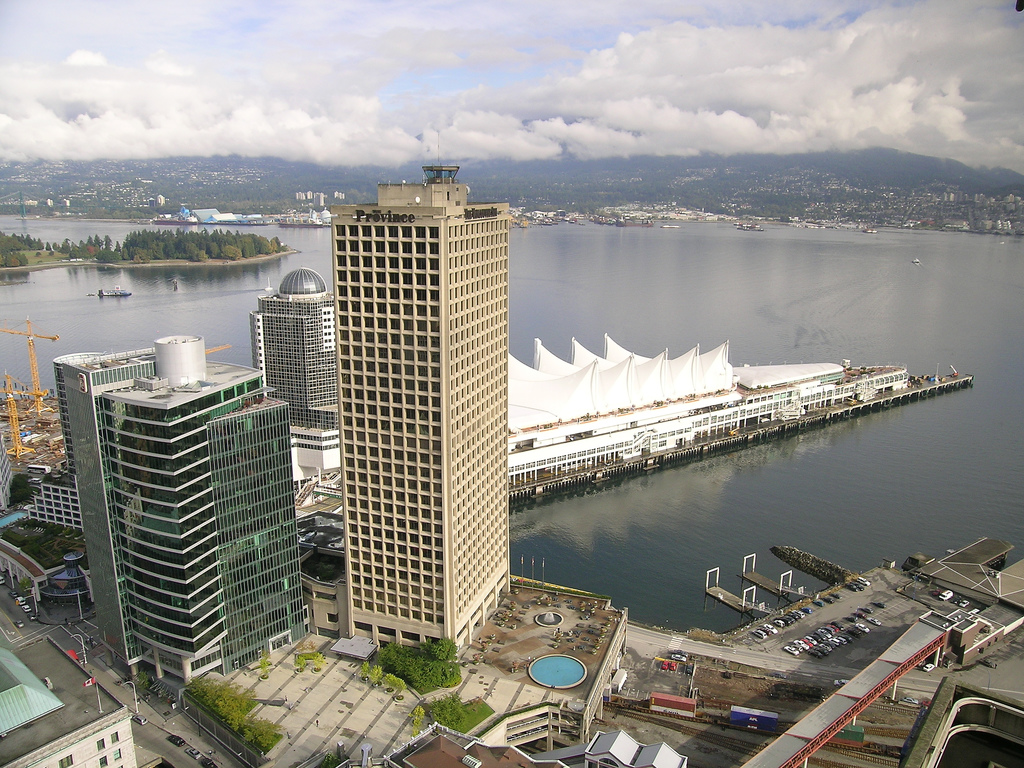
加蘭護廣場，可見大樓頂部的溫哥華港水上機場控制塔

加蘭護廣場（英語：Granville Square）是一幢位於加拿大卑詩省溫哥華市中心金融區海旁的大廈，樓高142（466英尺），共30層，1973年建成。大樓坐落加蘭護街200號，連同位於地面的公眾廣場覆蓋了加拿大太平洋鐵路公司（CPR）路軌的西端盡頭，並與溫哥華市中心的濱海站公共交通樞紐（前身為CPR的溫哥華總站）相連。
1960和70年代，CPR旗下的馬拉松地產公司計劃在布勒內灣南岸的鐵路公司地皮興建一系列高樓大廈，並將之稱為「項目200」（Project 200），當中數座大樓高度達700英尺（210）。然而，溫哥華市政府的規劃部門認為這些高樓將阻擋從溫哥華市眺望對岸山脈的景觀，因此對項目加入高度限制。項目差不多完全告吹，只得加蘭護廣場成為唯一一幢完工的大樓。
《溫哥華太陽報》（The Vancouver Sun）和《省報》（The Province）的報社皆位於大樓之内。此外，溫哥華港水上機場的控制塔則位於大樓頂部，為世上最高的航空交通管制塔。

## 圖冊

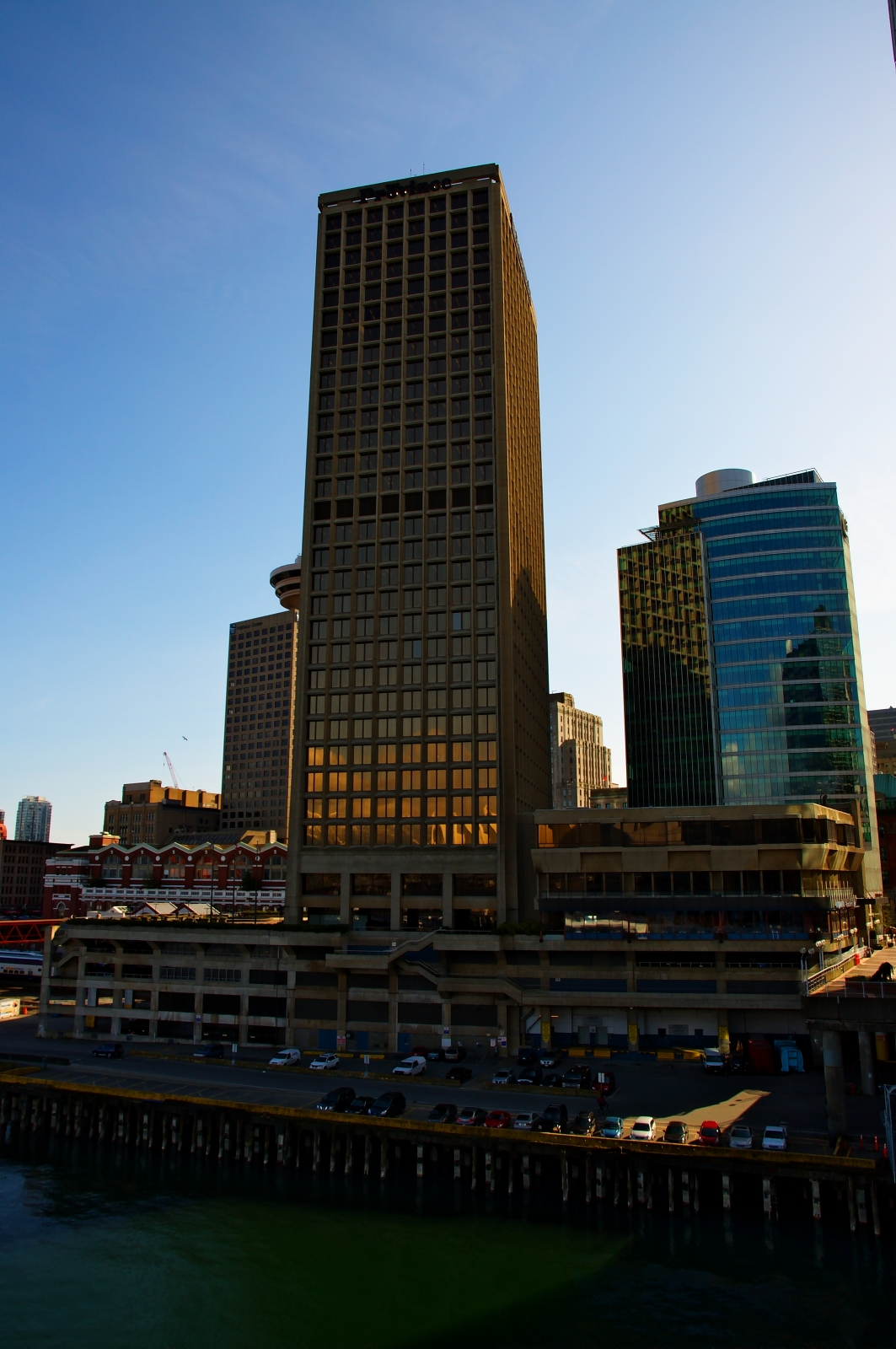
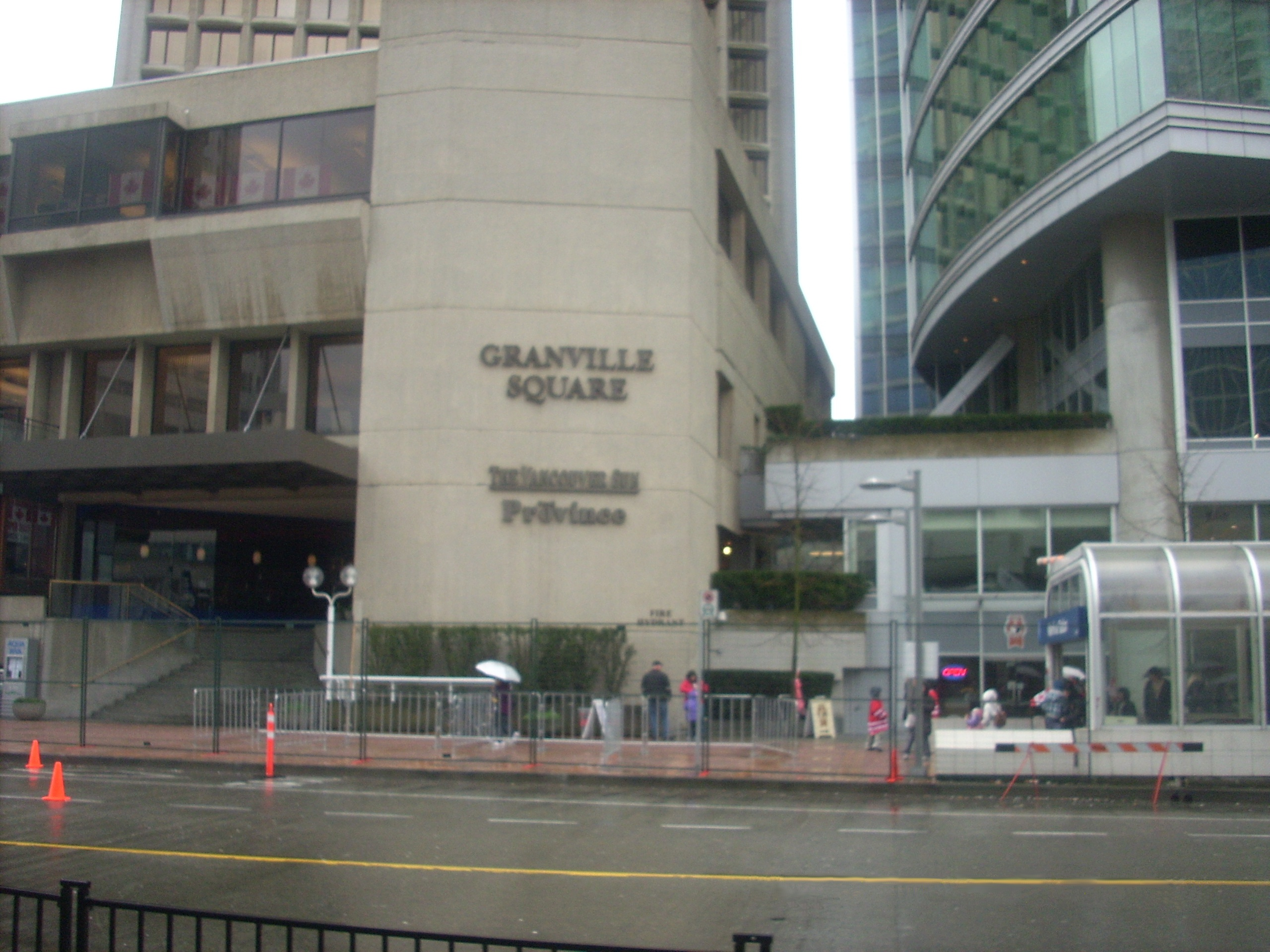
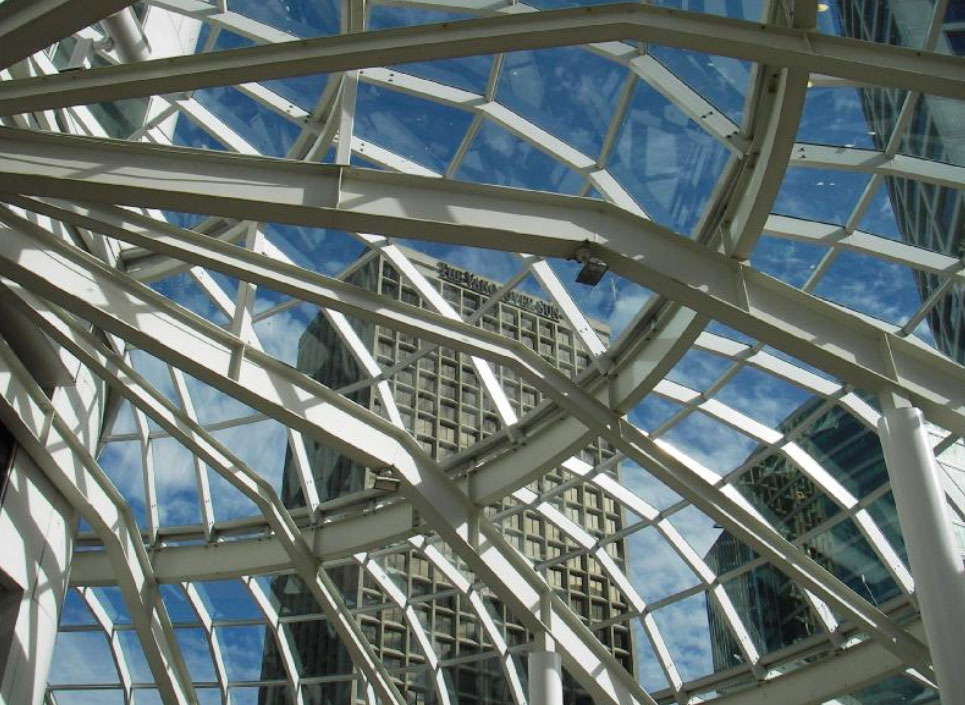

## 外部連結
维基共享资源上的相關多媒體資源：加蘭護廣場